# マクスウェル構成
マクスウェル構成（マクスウェルこうせい、英: Maxwell construction）は、統計力学や熱力学において、特定の相転移モデルにおける物理的に非現実的な側面を修正する方法である。これは物理学者ジェームズ・クラーク・マクスウェルにちなんで名付けられ、相図における領域の面積を考慮することで補正を行う。

## 安定性の基準

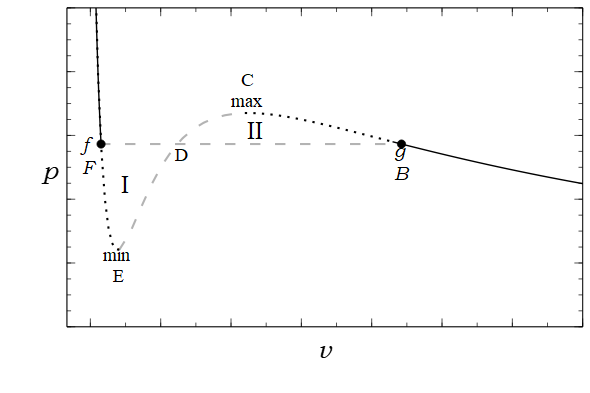
図1: この曲線は、流体の--平面における等温線（が一定）を示しており、相変化を含んでいる。曲線の各部分については本文で説明される。なお、はからへと不連続に変化し、も同様の不連続性を示す。

熱力学的平衡において、安定性のための必要条件の一つは、圧力{\displaystyle p}が体積、またはモル体積{\displaystyle v=V/N}に対して増加しないことである。これは数学的には{\displaystyle \partial _{v}p|_{T}<0}と表され、ここで{\displaystyle T}は温度を表す。
この基本的な安定性の要件や、他の共役変数に関する類似の条件は、一次の相転移を扱う解析モデルでは破られることがある。その最も有名な例がファンデルワールスの状態方程式である。
{\displaystyle p=RT/(v-b)-a/v^{2}}
ここで、{\displaystyle a,b,R}は次元を持つ定数である。この違反は欠陥ではなく、液体と気体を区別する特性の不連続性を生み出し、一次相転移を定義するものである。
図1は、{\displaystyle v>b}の範囲で描かれた等温線を示しており、連続的に微分可能な黒の実線および点線、灰色の破線で表されている。図1の点Cの右側にある曲線の減少部分は気体を表し、点Eの左側にある曲線の減少部分は液体を表す。これらの2つの領域は、曲線上の局所最小値と局所最大値の間の正の傾きを持つ領域によって隔てられている。この数学的な条件は、物理的な不安定性を表しており、エプスタイン（Epstein）は以下のように説明している。
> この中間部分（図中の破線）は、物理的にはありえないことは明らかである。例えば、この状態にある流体を、熱伝導性のある垂直な円筒 に封入し、その上部をピストンで密閉するとしよう。ピストンはシリンダー内を上下に滑らかに動くことができ、シリンダー内の気体の圧力と完全に釣り合うように荷重を載せる。ピストンの荷重をわずかに減らすと、平衡が崩れ、ピストンは上昇を始める。しかし、ピストンが上昇すると気体の体積が増加し、それに伴って圧力も上昇する。その結果、ピストンに作用する力が大きくなり、上向きの運動が維持される。したがって、ピストンは動き続け、気体は膨張し、最終的に等温線の最大値に対応する状態に達する。逆に、釣り合っているピストンにほんの少しでも荷重を加えると、気体は等温線の最小値に対応する状態へと急激に収縮する。
この状況は、滑らかな表面の頂上で正確に釣り合った物体が、わずかな揺らぎによってバランスを崩し、最終的に局所的な最小点へ落ちていく様子に似ている。したがって、これらの状態は動的に不安定であり、現実には観測されない。この不安定領域（{\displaystyle v_{\rm {min}}\leq v\leq v_{\rm {max}}}）は、液体から気体への相転移の前兆である。点E（{\displaystyle (p_{\rm {min}},v_{\rm {min}})}）および点C（{\displaystyle (p_{\rm {max}},v_{\rm {max}})}）は、{\displaystyle \partial _{v}p|_{T}=0}を満たし、存在し得る最大の液体状態と最小の蒸気状態を区切る。このような点はスピノーダル点（Spinodal points）と呼ばれる。
実験的な観察によると、一定量の液体を加熱し、その体積が一定温度で膨張 すると、ある圧力{\displaystyle p_{s}(T)}で蒸気の核（図1の点{\displaystyle f}および{\displaystyle g}）が形成される。この時点で流体は均一ではなくなり、沸騰する液体{\displaystyle v_{f}=V_{f}/N_{f}}と凝縮する気体{\displaystyle v_{\text{g}}=V_{\text{g}}/N_{\text{g}}>v_{f},}の異質な混合物となる。重力の影響で、沸騰した飽和状態の液体と 低密度の凝縮した飽和状態の気体が分離し、同じ飽和温度・圧力の下で共存する。加熱が続くと、気体の量（{\displaystyle N_{\text{g}}}）は増加し、液体の量（{\displaystyle N_{f}=N-N_{\text{g}}}）は減少する。この間、圧力{\displaystyle p_{s}}と温度{\displaystyle T}は一定であり、体積{\displaystyle V=V_{f}+V_{\text{g}}}は増加する。この状況において、混合物全体のモル体積は次のように計算される。
{\displaystyle v=V/N=(V_{f}/N_{f})(N-N_{\text{g}})/N+(V_{\text{g}}/N_{\text{g}})(N_{\text{g}}/N)=v_{f}(1-x)+v_{\text{g}}x}
ここで、{\displaystyle x=N_{\text{g}}/N}（蒸気のモル分率）は{\displaystyle p(T)}の範囲で、連続的に変化する（{\displaystyle 0\leq x\leq 1}）。繰り返すと、混合物のモル体積は図1の破線で示されるように{\displaystyle v_{f}}から{\displaystyle v_{\text{g}}}へと連続的に変化するものの、流体自体のこの性質（およびその他の性質）には不連続性が存在する。この混合物の状態方程式はてこの法則と呼ばれる。
図1の点線部分は準安定状態（metastable）を示している。長年、こうした状態は学術的な関心の対象に過ぎなかったが、ハーバート・カレン（Herbert Callen） は以下のように述べている。
> 例えば、1気圧で0℃以下に冷却された水をビーカーに入れておくと、外力を加えなければ液体のままである。しかし、ビーカーを軽く叩くだけで、水が突如として劇的に結晶化し始める。
近年の研究により、準安定状態は沸騰熱伝達において日常的に発生することが明らかになった。この現象では、加熱面の温度が飽和温度を大幅に上回ることがあり、その結果、近傍の液体が過熱状態（superheated liquid） になる。さらに、高熱流束を扱う装置の登場により、準安定状態やその熱力学的性質（特に過熱液体の状態）への関心が高まっている。このような準安定状態は、ファンデルワールスの状態方程式や、その他の三次状態方程式によって予測されており、それが相転移の記述に有効であることを示す証拠となっている。これについて、アルノルト・ゾンマーフェルトは次のように述べている。
> ファンデルワールスによる理論が、少なくとも定性的には準安定状態が枝AA′やBB′（図1のBCおよびFEの部分）の存在を予測できることは非常に興味深い。

## 等面積ルール
物質の比体積{\displaystyle v}やその他の物理量（例えば内部エネルギー{\displaystyle u}やエントロピー{\displaystyle s}）に不連続性が生じる現象を一次相転移と呼ぶ。相転移が起こる圧力{\displaystyle p_{s}(T)}を一意に決定するには、もう一つの熱力学的条件が必要となる。というのも、図1を見ると、相転移は{\displaystyle p_{\rm {min}}\leq p\leq p_{\rm {max}}}の範囲内のどの圧力でも起こりうることが明らかだからである。この条件は、1875年2月18日に英国化学会での講演において、マクスウェルが巧妙な熱力学的議論を展開する中で初めて提示した（図1のB、C、D、E、Fの文字を含む曲線は、彼が説明したものを示している）。
> 曲線のCからEまでの部分は、本質的に不安定な状態を表しており、実現不可能である。

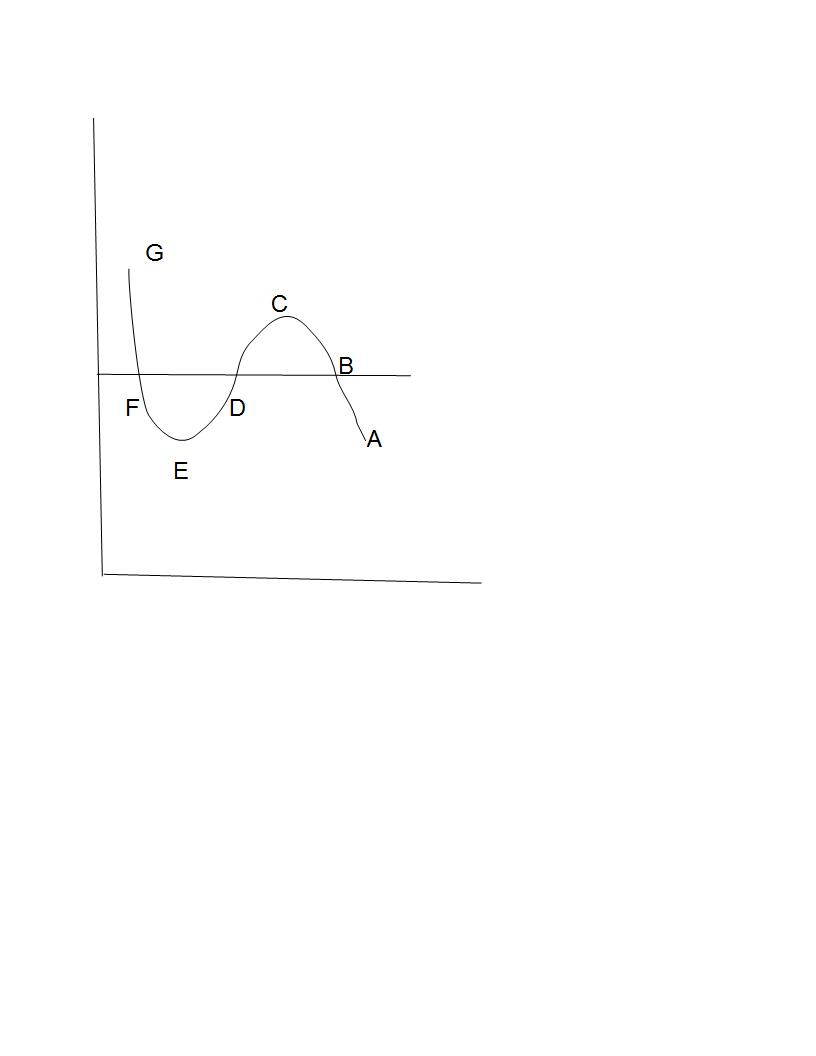
ジェームズ・クラーク・マクスウェルの論文がネイチャーに掲載された際の図を再現したもの。

いま、系が仮想的な曲線B、C、D、E、Fの順に沿って、常に均一な状態を保ちながら進むとする。そして、FからBの直線経路に沿って、液体と気体の混合物の状態で戻るとする。この過程全体を通じて温度は一定なので、熱が仕事に変換されることはない。しかし、熱の仕事への変換は、面積F、D、Eの超過分がB、C、Dの超過分に等しいことによって表される。したがって、相転移が起こる圧力は、直線B、Fが曲線の上と下で等しい面積を切り取るように決まる。
温度―モルエントロピー平面において、任意の曲線の下の面積は物質1モルあたりの伝熱量を表し、左から右へ進む場合は正、右から左へ進む場合は負となる。また、閉じたサイクルでは、サイクルによって囲まれた面積が正味の伝熱量となる。マクスウェルが考察したサイクルは、同じ温度の2本の灰色の破線等温線で構成されており、一方はBからFへ（C、D、Eを通過）、もう一方はFからBへ直線的に戻る。この2本の線は互いに逆方向にたどるだけで同一であるため、囲まれる面積はゼロとなり、したがって{\displaystyle q=0}である。さらに、圧力―モル体積平面（図1参照）において、これらの曲線の下の面積は物質によってなされた仕事を表し、左から右へ進む場合は正、右から左へ進む場合は負となる。同様に、サイクル内での正味の仕事は閉じた曲線によって囲まれた面積となる。熱力学第一法則によれば、サイクルにおいては{\displaystyle w=q}が成り立つ。マクスウェルが想定したサイクルでは{\displaystyle w=q=0}であるため、囲まれる面積はI + II = 0となる（図1参照）。ここで、Iは正、IIは負であることから、相転移が起こる圧力は、これら2つの面積が等しくなるように決まる。
この条件で行われる仕事を数式で表すと、次のようになる。
{\displaystyle \int _{v_{\text{g}}}^{v_{f}}\,p\,dv+\int _{v_{f}}^{v_{\text{g}}}\,p_{s}\,dv=-\int _{v_{f}}^{v_{\text{g}}}\,p\,dv+p_{s}(v_{\text{g}}-v_{f})=0\quad {\mbox{for}}\quad T={\mbox{constant}}}
この方程式と、状態{\displaystyle f}および{\displaystyle g}に対して書かれた状態方程式{\displaystyle p_{s}=p(v_{f},T)\qquad p_{s}=p(v_{\text{g}},T)}は、4つの変数{\displaystyle p_{s},T,v_{f},v_{\text{g}}}に対する3つの方程式を構成する。そのため、例えば{\displaystyle T}が与えられると、残りの3つの変数が一意に決定される。言い換えると、相転移が起こる圧力{\displaystyle p_{s}(T)}や、液相と気相のモル体積、{\displaystyle v_{f}(T)}および{\displaystyle v_{\text{g}}(T)}には唯一の値が存在することになる。

## ギブス基準
マクスウェルは講演の最後に、ファンデルワールスの研究を、"非常に巧妙な論文"と称賛した後、次のように締めくくった。
> しかし、私はこの分野に対するアメリカの最も重要な貢献について言及せずに終えるわけにはいかない。それは、イェール大学のウィラード・ギブズによるものである。彼は、異なる物質の状態の関係をモデルを用いて表現する、驚くほど簡潔で完全に満足のいく方法を提示した。このモデルを用いることで、私自身を含む多くの研究者が長年解決できなかった問題を即座に解くことができる。
この発言は先見の明があったことが後に証明された。というのも、1876年から1878年にかけて、ギブズは熱力学に関する決定的な研究を発表し、熱力学的平衡には、力学的平衡（各成分の圧力が等しいこと）、熱平衡（各成分の温度が等しいこと）に加えて、物質平衡（各成分の化学ポテンシャルが等しいこと）が必要であることを示したからである。現在のように単一の物質が二相に分かれる場合、力学的平衡として{\displaystyle p_{f}=p_{\text{g}}=p_{s}}、熱平衡として{\displaystyle T_{f}=T_{\text{g}}=T}が成立するだけでなく、物質平衡として{\displaystyle g_{f}=g_{\text{g}}}も成り立つ必要がある（単一の物質における特別な場合として、その化学ポテンシャルはモルギブズ関数であり、{\displaystyle \mu =g\equiv G/N}である。ここで、ギブズの自由エネルギーは{\displaystyle g=u+pv-Ts}で表される）。この条件は、以下のような単純な物理的議論から導くことができる。1モルの物質を気化させるのに必要なエネルギーは、熱力学第二法則により一定温度で{\displaystyle q_{\rm {vap}}=T(s_{\text{g}}-s_{f})}と表され、熱力学第一法則により一定圧力で{\displaystyle q_{\rm {vap}}=h_{\text{g}}-h_{f}}となる。これらを等式で結び、整理すると、{\displaystyle h=u+pv}が得られる。物質平衡の条件は、有名なギブズの相律{\displaystyle D=n-r+2}が導かれる。ここで、{\displaystyle n}は物質の数、{\displaystyle r}は相の数、{\displaystyle D}は状態を決定するために必要な独立した集約変数の数である。ここで議論している1種類の物質と2つの相の場合、この式は{\displaystyle D=1}となり、これは実験的に観測される値である。
今、{\displaystyle g(p,T)}は熱力学ポテンシャル関数であり、その微分は以下のように与えられる。
{\displaystyle dg=\partial _{p}g|_{T}\,dp+\partial _{T}g|_{p}\,dT=v\,dp-s\,dT}
これを温度一定の条件で積分すると、
{\displaystyle g(p,T)=g_{A}(T)+\int _{p_{A}}^{p}\,v({\bar {p}},T)\,d{\bar {p}}}
となる。ここで、{\displaystyle g_{A}}は積分定数であるが、この定数は等温線ごとに異なるため、{\displaystyle T}の関数として表される。{\displaystyle g}を評価するためには、状態方程式{\displaystyle p=p(v,T)}を反転させて{\displaystyle v=v(p,T)}を求める必要がある。しかし、相転移現象の本質的な特性として、この反転は一意ではない。例えば、ファンデルワールスの状態方程式を{\displaystyle v}について書くと、
{\displaystyle pv^{3}-(pb+RT)v^{2}+av-ab=0,}
となる。

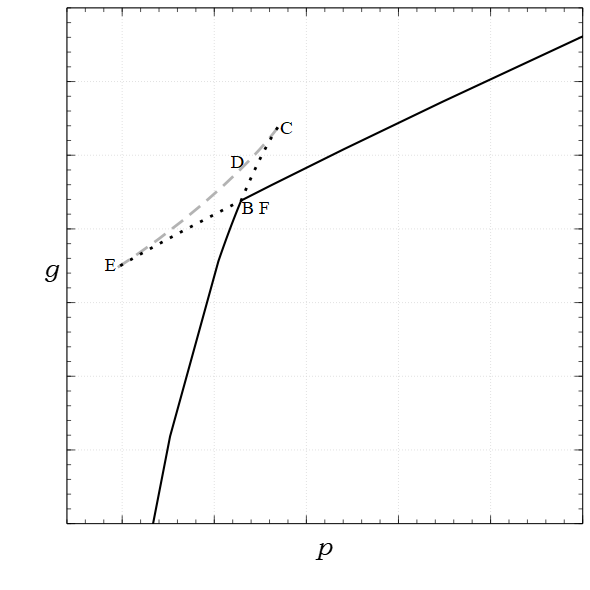
図2: 図1に示されたものと同じ等温線上のギブズ関数。図中の文字は、図1で示されたものと同じ点を表している。

三次方程式は、解として1つまたは（この場合）3つの実根を持つ。そのため、安定状態（黒の実線）、準安定状態（黒の点線）、不安定状態（灰色の破線）の3つの曲線が存在する。
実際には、この図は三次方程式を解いて積分することで作成されたのではない。むしろ、ギブズ関数{\displaystyle g(v,T)}はその定義に基づいて導出された。具体的には、まず 内部エネルギー{\displaystyle u(v,T)}およびエントロピー{\displaystyle s(v,T)}を求めた。これらは、ファンデルワールスの状態方程式を用いることで解析的に容易に求めることができる。そして、それらをパラメトリック方程式によって圧力{\displaystyle p(v,T)}とともに描画し、比体積{\displaystyle v}をパラメータとして用いた。安定状態のみを考えると、{\displaystyle g(p,T)}は連続であるが、その偏微分{\displaystyle \partial _{p}g|_{T}=v}および{\displaystyle \partial _{T}g|_{p}=-s}は相転移点で不連続となる。ポール・エーレンフェストの分類において、一次相転移は{\displaystyle g}の一次偏導関数の不連続性によって特徴づけられ、二次相転移は 二次偏導関数の不連続性によって特徴づけられる。

### ギブズの基準とマクスウェルの基準の関係
先に示した{\displaystyle g(p,T)}の積分表現を、飽和液体状態と蒸気状態の間で評価し、この相変化過程に対してギブズの物質平衡条件を適用するには、次のように書く必要がある。
{\displaystyle g_{\text{g}}-g_{f}=\int _{p_{s}}^{p_{\rm {min}}}\,v_{l}\,dp+\int _{p_{\rm {min}}}^{p_{\rm {max}}}\,v_{u}\,dp+\int _{p_{\rm {max}}}^{p_{s}}\,v_{v}\,dp=0}

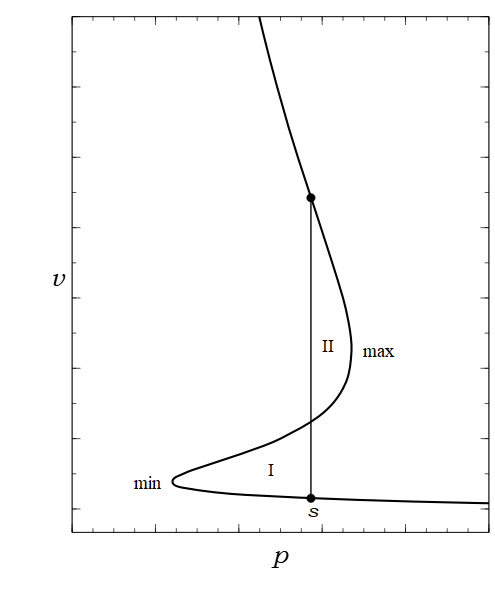

ここで、この積分は液体状態（{\displaystyle v_{l}}）、不安定状態（{\displaystyle v_{u}}）、気体状態（{\displaystyle v_{v}}）に対応する三つの実根を利用して三つの部分に分割されている。これらの積分の視覚的な理解を助けるために、図1を紙面内で反時計回りに{\displaystyle 90^{\circ }}回転し、次に{\displaystyle v}軸を中心に{\displaystyle 180^{\circ }}回転させると、曲線の左側縦軸に{\displaystyle v}が現れる形になる。この見方では、関数{\displaystyle v(p,T)}は明らかに多価関数となり、{\displaystyle p_{\rm {min}}}から{\displaystyle p_{\rm {max}}}までの振る舞いを記述するために三つの実関数が必要となる。ここで、中間の積分を二つに分割すると、
{\displaystyle g_{\text{g}}-g_{f}=\int _{p_{s}}^{p_{\rm {min}}}\,v_{l}\,dp+\int _{p_{\rm {min}}}^{p_{s}}\,v_{u}\,dp+\int _{p_{s}}^{p_{\rm {max}}}\,v_{u}\,dp+\int _{p_{\rm {max}}}^{p_{s}}\,v_{v}\,dp=0}
となる。最初の二つの積分は領域I、後の二つの積分は領域IIの負の値となる。二つの領域の和がゼロになるため、その面積の絶対値は等しく、これはギブズの物質平衡条件によるものである。これは、マクスウェルの等面積則、すなわちマクスウェル構成であり、解析的にも証明可能である。これは、{\displaystyle d(pv)=pdv+vdp}より、{\displaystyle dg=v\,dp-s\,dT=-p\,dv+d(pv)-s\,dT}となる。
この式をギブズの条件を用いて、
状態{\displaystyle f}から{\displaystyle g}まで温度一定で積分すると、
{\displaystyle g_{\text{g}}-g_{f}=-\int _{v_{f}}^{v_{\text{g}}}\,p(v,T)\,dv+p_{s}(v_{\text{g}}-v_{f})=0}
となる。これは、マクスウェルの結果に一致する。この等面積則は、ヘルムホルツの自由エネルギーを利用することでも導出可能である。いずれにせよ、マクスウェル構成は、ギブズの物質平衡条件から導かれる。しかし、{\displaystyle g_{f}=g_{\text{g}}}という関係の方がより基本的ではあるものの、等面積則の方が幾何学的に理解しやすい。

### 一般的なタンジェント構成

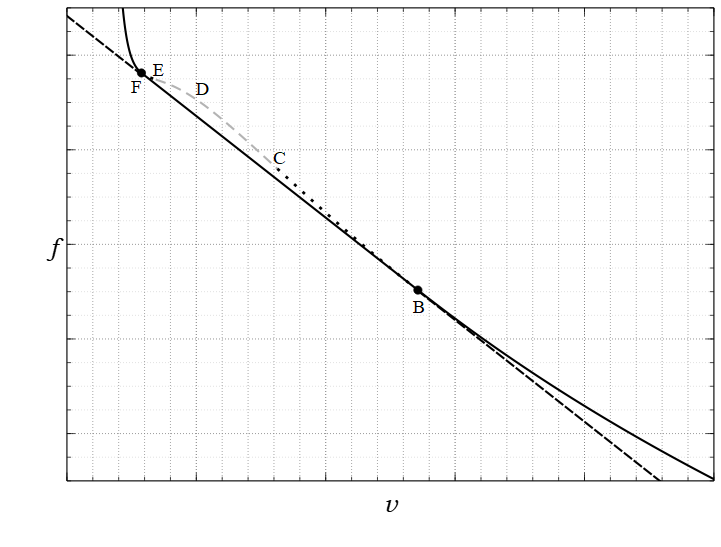
図3: 図1および図2と同じ等温線に対応するヘルムホルツ関数と、点BおよびFに共通接線を持つ直線。ここでも、各文字はこれまでの図と同じ点を表している。

共存点を求めるもう一つの方法は、ヘルムホルツポテンシャルの極小原理に基づく。この原理によれば、熱浴と透熱壁（diathermal wall）を介して熱的に接触している系では、{\displaystyle T=T_{R}}、{\displaystyle DF=0}、{\displaystyle D^{2}F>0}となる。つまり、平衡状態ではヘルムホルツポテンシャルは極小となる。また、{\displaystyle g(p,T)}と同様に、モルヘルムホルツ関数{\displaystyle f(v,T)}も熱力学ポテンシャル関数であるため、その微分形により、次の安定性条件が導かれる。
{\displaystyle df=\partial _{v}f|_{T}\,dv+\partial _{T}f|_{v}\,dT=-p\,dv-s\,dT}
また、この極小原理から、安定性条件
{\displaystyle \partial ^{2}f/\partial v^{2}|_{T}=-\partial p/\partial v|_{T}>0}
が導かれる。この条件は、系の任意の安定な状態において、関数{\displaystyle f}が厳密に凸関数であること、つまりその近傍において曲線が接線の上またはそれ以上にあることを要求する。さらに、これらの状態においては、以前に示された圧力に関する安定性条件も必然的に満たされる。
図3には、図1および図2と同じく、ファンデルワールスの状態方程式における亜臨界等温線のもとでのこの関数のプロットが示されている。この図には、関数{\displaystyle f}の曲線と点Bおよび点Fにおいて二重（共通）接線を持つ直線（破線／実線）が含まれている。この直線は次のように表される。
{\displaystyle f=f_{0}+\partial _{v}f_{T}v=f_{0}-pv}
ここで{\displaystyle p}は一定であり、これはさらに次のように書き換えられる。
{\displaystyle f_{0}=f+pv=g}
この最後の等式は、次の関係式に基づく。
{\displaystyle f=u-Ts}
{\displaystyle g=u-Ts+pv}
これにより、この直線上のすべての点が同じ{\displaystyle g}、{\displaystyle p}、{\displaystyle T}の値を持つことがわかる。 特に点Bおよび点Fにおいてギブズの物質平衡条件が成り立つため、{\displaystyle g_{f}=g_{\text{g}}}が得られ、温度と圧力の等価性が導かれる。したがって、この構成法（共通接線構成）は、ギブズ条件およびマクスウェル構成の両方と等価である。
この構成法は、ギブズによって定義された{\displaystyle f(v,T)}に基づくものである。これはもともとファンデルワールスによって使用され、「二重接線」および「共通接線」と呼ばれた。また、この場合、{\displaystyle f(v,x,T)}の等温線（ここで{\displaystyle x=N_{1}/(N_{1}+N_{2})}は組成変数）は共通接平面を持つ曲面を形成する。 そのため、この手法は混合物における相変化問題を扱う上で広く用いられるようになった。

## ファンデルワールスの状態方程式への応用
ファンデルワールスの状態方程式を飽和液体{\displaystyle v_{f}<v_{\rm {min}}}および気体{\displaystyle v_{\text{g}}>v_{\rm {max}}}の状態に適用すると、次の関係が得られる。
{\displaystyle p_{s}={\frac {RT_{s}}{v_{f}-b}}-{\frac {a}{v_{f}^{2}}}\qquad p_{s}={\frac {RT_{s}}{v_{\text{g}}-b}}-{\frac {a}{{v_{\text{g}}}^{2}}}}
これらの2つの方程式は4つの変数を含むため、{\displaystyle p_{s},T_{s}}という点で{\displaystyle v_{f},v_{\text{g}}}を求めることができる。その結果、次の関係が導かれる。
{\displaystyle p_{s}=p^{*}{\frac {v^{*2}[v_{f}v_{\text{g}}-v^{*}(v_{f}+v_{\text{g}})]}{v_{f}^{2}{v_{\text{g}}}^{2}}}\qquad T_{s}=T^{*}{\frac {v^{*}(v_{f}+v_{\text{g}})(v_{f}-v^{*})(v_{\text{g}}-v^{*})}{v_{f}^{2}{v_{\text{g}}}^{2}}}}
ここで、{\displaystyle p^{*}=a/b^{2}}、{\displaystyle v^{*}=b}、{\displaystyle T^{*}=a/(Rb)}は、ファンデルワールスの状態方程式の定数を用いて定義される特徴的な圧力、モル体積、温度である（なお、{\displaystyle p^{*}v^{*}/T^{*}=R}の関係が成り立つ）。この状態方程式にマクスウェル構成を適用すると、次のような方程式が得られる。
{\displaystyle -T_{s}\ln \left({\frac {v_{\text{g}}-v^{*}}{v_{f}-v^{*}}}\right)+T^{*}{\frac {v^{*}(v_{\text{g}}-v_{f})}{v_{f}v_{\text{g}}}}+p_{s}(v_{\text{g}}-v_{f})/R=0}
これらの3つの方程式は数値的に解くことができる。実際に、{\displaystyle T_{s}}または{\displaystyle p_{s}}の値を与えた場合に数値計算が行われ、その結果が表として示されている。
しかし、レンクナー（Lenkner）によれば、これらの方程式は解析的なパラメトリック解も持ち、これはギブズによって得られたとされている。レンクナーは、この解を得るための簡単かつ簡潔な方法を考案した。それは、{\displaystyle p_{s}}および{\displaystyle T_{s}}項を式中から消去し、次のような伸張された無次元密度 {\displaystyle \varrho =v^{*}/(v-v^{*})}を導入することである。この変数は、{\displaystyle v}が{\displaystyle v^{*}}から{\displaystyle \infty }までの間で{\displaystyle \infty }から0に変化する。この変数を用いることで、次の関係式が得られる。
{\displaystyle \ln \left({\frac {\varrho _{f}}{\varrho _{\text{g}}}}\right)={\frac {(\varrho _{f}-\varrho _{\text{g}})(\varrho _{\text{g}}+\varrho _{f}+2)}{\varrho _{f}+\varrho _{\text{g}}+2\varrho _{f}\varrho _{\text{g}}}}}
この方程式は超越論的であるが、左辺を{\displaystyle (s_{\text{g}}-s_{f})/R}と書くことで、適切なパラメトリック解を得ることができる。
{\displaystyle \ln \left({\frac {\varrho _{f}}{\varrho _{\text{g}}}}\right)={\frac {s_{\text{g}}-s_{f}}{R}}=\delta =2y}
すると、{\displaystyle \varrho _{f}=e^{\delta }\varrho _{\text{g}}}となる。これを用いて右辺から{\displaystyle \varrho _{f}}を消去すると、{\displaystyle \varrho _{\text{g}}}に関する線形方程式が得られ、その解は次のようになる。
{\displaystyle \varrho _{\text{g}}(y)=f(y)e^{-y}\quad {\mbox{and}}\quad \varrho _{f}(y)=f(y)e^{y}\quad {\mbox{where}}\quad f(y)={\frac {y\cosh y-\sinh y}{\sinh y\cosh y-y}}}
したがって、この相転移過程においてすべての変数を決定する基本的な変数は、{\displaystyle (s_{\text{g}}-s_{f})/(2R)=y}となる。この飽和問題の解は、すべての変数を含む以下のような形に簡単に拡張できる。
{\displaystyle T_{s}(y)=T^{*}{\frac {2f(y)[\cosh y+f(y)]}{g(y)^{2}}}\qquad p_{s}(y)=p^{*}{\frac {f(y)^{2}[1-f(y)^{2}]}{g(y)^{2}}}}
{\displaystyle v_{f}(y)=v^{*}{\frac {1+f(y)e^{y}}{f(y)e^{y}}}\quad \quad \quad \quad \quad \quad v_{g}(y)=v^{*}{\frac {1+f(y)e^{-y}}{f(y)e^{-y}}}}

ここで、
{\displaystyle g(y)=[1+\varrho _{\text{g}}(y)][1+\varrho _{f}(y)]=1+2f(y)\cosh y+f(y)^{2}}
である。

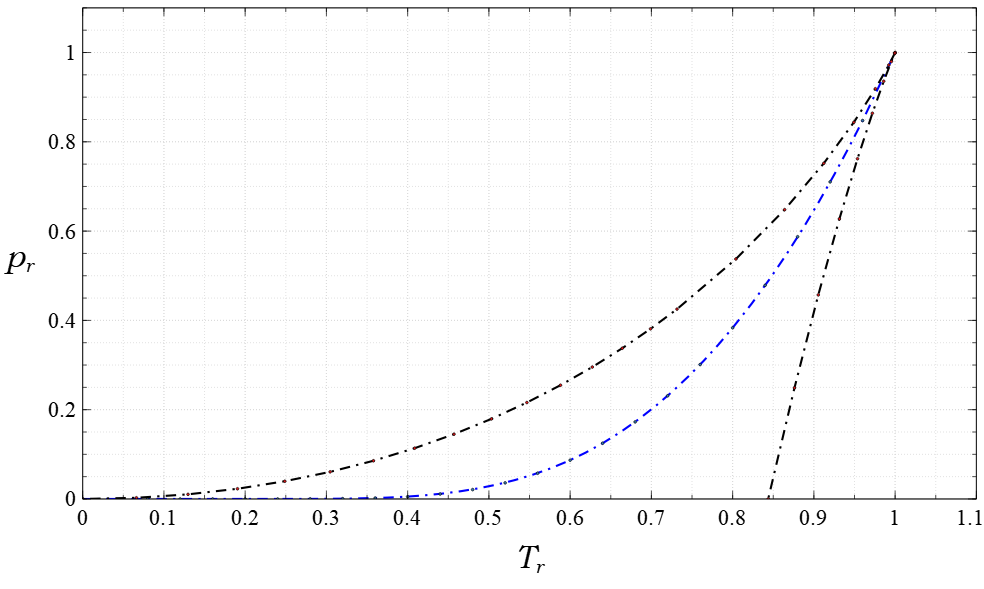
図4: 解析的に求めたファンデルワールス流体のスピノーダル曲線（青の点破線）および共存曲線（黒の点破線）の-平面プロット図

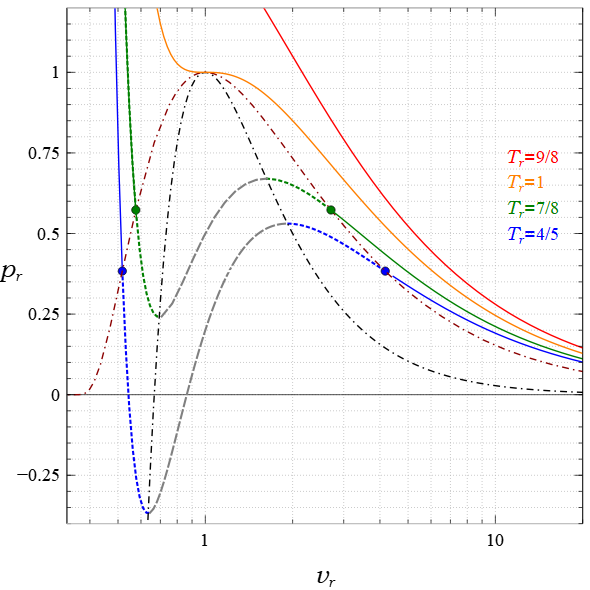
図5: 図1に示した等温線に加え、臨界等温線、超臨界等温線、およびスピノーダル曲線と共存曲線をプロットした図

飽和曲線を横切るすべての物性の不連続な値も、この解から導かれる。
これらの関数は、ファンデルワールス流体の飽和した液相および気相の軌跡である共存曲線を定義している。図4では、この曲線（黒色）とスピノーダル曲線（青色）がプロットされている。
{\displaystyle T=T^{*}({\tilde {v}}-1)^{2}/{\tilde {v}}^{3}\quad \quad p=p^{*}({\tilde {v}}-2)/{\tilde {v}}^{3}}
ここで、{\displaystyle {\tilde {v}}=v/v^{*}}はパラメータである。この図の作成に使用されている変数は、{\displaystyle p_{r}=p/p_{c}}、{\displaystyle v_{r}=v/v_{c}}、{\displaystyle T_{r}=T/T_{c}}といった無次元化された縮約変数（reduced variables）であり、添字{\displaystyle c}の付いた量は臨界点の値を表す。これは、{\displaystyle \partial p/\partial v|_{T}=0}および{\displaystyle \partial ^{2}p/\partial _{v^{2}}|_{T}=0}の条件から定義され、測定可能な物理量である。また、{\displaystyle p^{*}/p_{c}=27}、{\displaystyle v^{*}/v_{c}=1/3}、{\displaystyle T^{*}/T_{c}=27/8}の関係式を用いて、図中の星の量を臨界点の量{\displaystyle c}へ変換できる。この曲線は、先に参照した数値結果と完全に一致している。スピノーダル曲線の内側の領域では、各点において安定状態と準安定状態の2つの状態に分かれている。青い曲線の右側では、過熱された液体、左側では過冷却された気体が存在している。一方で、スピノーダル曲線の外側では、各点に1つの安定状態が存在している。図5において、スピノーダル曲線の下の領域（点鎖黒線）は、均質な安定状態は存在しておらず、共存曲線とスピノーダル曲線の間の領域（点鎖赤線）は、各点に1つの準安定状態が存在している。また、共存曲線の外側は、各点に1つの安定状態が存在している。さらに、青色と緑色の円は、それぞれの等温線上の飽和状態の液体と気体を示している。共存曲線の下の領域では、てこの法則を満たす不均質状態が観測される。しかし、これらはファンデルワールスの状態方程式の均質な解ではないため、各亜臨界等温線上の飽和点を結ぶ水平線として示されていない。また、この図の横軸（{\displaystyle v_{r}}）は液体および不安定領域（小さい{\displaystyle v_{r}}）圧縮を防ぎ、気体領域をより広く表すために、線形スケールではなく対数スケールである。ただし、この対数表示により面積が歪むため、図1において等しいはずの領域IとIIの面積は、ここでは等しく見えなくなる。
パラメータ範囲{\displaystyle 0\leq y<\infty }において、{\displaystyle f(y)}は単調に減少し、{\displaystyle f(0)=1}から始まり、{\displaystyle y\rightarrow \infty }の極限では{\displaystyle f(y)\sim 2(y-1)e^{-y}}に従って0に近づく。したがって、{\displaystyle \varrho _{f}(0)=\varrho _{\text{g}}(0)=1/2}であり、{\displaystyle y\rightarrow \infty }の極限では{\displaystyle \varrho _{f}(y)\sim 2(y-1)}および{\displaystyle \varrho _{\text{g}}(y)\sim 2(y-1)e^{-2y}}となる。{\displaystyle p_{s}(y)}および{\displaystyle T_{s}(y)}の挙動はこれらの式から導かれる。両者とも{\displaystyle p_{s}(0)=p^{*}/27}および{\displaystyle T_{s}(0)=8T^{*}/27}から単調に減少し、{\displaystyle y\rightarrow \infty }の極限では{\displaystyle p_{s}\sim p^{*}\varrho _{\text{g}}/\varrho _{f}}および{\displaystyle T_{s}\sim T^{*}/\varrho _{f}}に従って0に近づく。これらの関係式から、
{\displaystyle p_{s}\sim (p^{*}/T^{*})T_{s}\varrho _{\text{g}}\sim (p^{*}v^{*}/T^{*})T_{s}\rho _{\text{g}}=\rho _{\text{g}}RT_{s}}
となる。すなわち、ファンデルワールスの飽和気体は、この極限において理想気体として振る舞う。アルノルト・ゾンマーフェルトの言葉を引用すると、
> ファンデルワールスの理論が、{\displaystyle s_{\text{g}}-s_{f}\gg 2R}の場合に飽和蒸気が理想気体のように振る舞うことを予測するのは驚くべきことである。
となる。実際の飽和した気体も正確にこのように振る舞う。
さらに、{\displaystyle T_{r}<27/32=0.84375}の場合、液体のスピノーダル点は負の圧力で発生し、このことを示すために図4には{\displaystyle T_{r}=0.8}の等温線が含まれている。これは、一部の液体の準安定状態が張力状態にあることを意味し、温度が低くなるほど引張応力は大きくなる。この現象は直感に反するように思われるが、特定の条件下では液体が張力を支えることが知られている。田長霖とジョン・ヘンリー・リーンハルト4世は、この点について次のように述べている。
> ファンデルワールスの状態方程式は、低温では液体が非常に大きな張力に耐えると予測する。このため、この方程式を軽視する研究者もいた。しかし、近年の測定によって、この予測が完全に正しいことが明らかになった。不純物がなく溶存ガスを含まない液体は、臨界圧力{\displaystyle p_{\text{c}}}を超える張力に耐えることができる。
これは、ファンデルワールスの理論が持つ、もうひとつの興味深い特徴である。